# Midway (Kentucky)
Midway – miasto w Stanach Zjednoczonych, w stanie Kentucky, w hrabstwie Woodford. W 2010 zamieszkiwało w nim ponad 1500 osób.